# コモロの政党
コモロの政党では、コモロにおける政党について説明する。

## コモロの政党制
コモロでは1992年の憲法により複数政党制が導入された。コモロの政党制の特徴としては、小党分立であること、政党、政治団体は主として特定のリーダーを中心に結成されることが挙げられる。比較的有力な政党としては、各島の自治権維持による連邦主義を唱える自治諸島陣営（Camp des Îles Autonomes、CdIA、Camp of the Autonomous Islands）と、連合政府の権限強化による中央集権を目指すコモロ再生会議（Convention pour le Renouveau des Comores、CRC、Convention for the Renewal of the Comoros）の2党がある。
また、大統領選挙には、コモロ運動(Mouvement pour les Comores、Movement for the Comoros)が参加している。このほか、以下の政党が活動していた。
- アンジュアン人民運動 (Anjouan Popular Movement)
- コモロ民主進歩党 (Comoros Party for Democracy and Progress)
- 民主戦線 (Democratic Front)
- 共和行動勢力 (Forces for Republican Action)
- 国家補償フォーラム (Forum for National Redress)
- 共和国市民運動 (Movement for Citizens of the Republic)
- 正義国民戦線 (National Front for Justice)
- 民主進歩運動 (Movement for Democracy and Progress)
- 社会民主運動 (Movement for Socialism and Democracy)
- 開発国民連合 (国家開発連合、National Rally for Development)